# Oktamer-bindender Transkriptionsfaktor 4
Oct-4 (Oktamer-bindender Transkriptionsfaktor; engl. Octamer binding transcription factor 4), auch als OCT3, POU5F1 oder MGC22487 bezeichnet, ist ein Transkriptionsfaktor aus der POU-Familie. Das Gen wird nur in Zellen mit einem höheren Entwicklungspotential als dem von somatischen Stammzellen exprimiert; außerdem in Krebszellen. "Oktamer" bedeutet "aus acht Teilen bestehend" und bezieht sich auf die Bindesequenz "ATTTGCAT" im Promotorbereich von Zielgenen.

## Genetik
Das Oct-4-Gen liegt beim Menschen auf Chromosom 6, Genlocus 6p21.33.

## Funktion
Das Oct-4-Gen codiert für ein Protein – einen Transkriptionsfaktor – das für eine normale Embryonalentwicklung wichtig ist. Das Protein hat zwei Isoformen mit unterschiedlichen molaren Massen (A: 45 kDa, B: 33 kDa). Dabei wird Oct-4 selektiv in den Bereichen des Embryos exprimiert, in denen sich später das fötale Gewebe aufbaut. Für die Entwicklung aller Säugetiere ist Oct-4 ein lebensnotwendiges Gen. Im erwachsenen Lebewesen wird Oct-4 dagegen nur in Keimzellen exprimiert.
2002 wurde von einer Arbeitsgruppe um Hans R. Schöler an der University of Pennsylvania am Tiermodell Maus entdeckt, dass die korrekte Expression von Oct-4 direkt mit der Lebensfähigkeit von Maus-Klonen korreliert. Die Aktivierung von Oct-4 muss dabei in einem ganz bestimmten Bereich liegen. Geringfügig zu niedrige, aber auch zu hohe Aktivitäten, führten zum Tod der Versuchstiere. Je nach Entwicklungsphase des Embryos hat ein „Abschalten“ von Oct-4 eine unterschiedliche Wirkung. In der sehr frühen embryonalen Phase bewirkt der Oct-4-Verlust, dass im Embryo totipotente Zellen in trophoblastische Zellen umgewandelt werden. In einer späteren Phase bewirkt der Oct-4-Verlust, dass bei den Urkeimzellen die Apoptose ausgelöst wird.
Das Genprodukt von Oct-4 zeigt als Transkriptionsfaktor hochkomplexe, teilweise noch nicht bekannte, beziehungsweise verstandene, Wechselwirkungen mit anderen Transkriptions- und Kofaktoren aus der POU-Familie, aber auch anderen Familien, wie beispielsweise Pax oder Sox. So kann Oct-4 mit einem weiteren Oct-4, aber auch mit Oct-1, Oct-6 oder Sox-2 interagieren.

### Biotechnologische Forschung
Bei der aktuell diskutierten und in vielen Laboratorien erforschten künstlichen Reprogrammierung von Stammzellen wird Oct-4 beispielsweise zusammen mit den Genen Sox-2, Nanog und lin-28 mit Hilfe von Retroviren in somatische Zellen eingeschleust, woraufhin diese in pluripotente Stammzellen umgewandelt werden.
Da Stammzellgene wie Oct-4 häufig in malignen Zellen aktiv sind, ist die Regulation dieses Gens von großem wissenschaftlichem Interesse. So wurden bereits einige kleine RNA-Moleküle, sogenannte microRNAs gefunden, die die Translation von Oct-4 herauf- oder herunterregulieren.

### Nicht-wissenschaftliche Publikationen
- Künstliche Herstellung von Stammzellen gelungen. In: Frankfurter Allgemeine Zeitung vom 21. November 2007
- Wissenschaftlicher Beirat „Bio- und Gentechnologie“ der CDU/CSU-Bundestagsfraktion: Biologische, rechtliche und ethische Überlegungen zu aktuellen Ergebnissen der Forschung an embryonalen Stammzellen sowie zum Begriff der „Totipotenz“. (Memento vom 20. Juli 2004 im Internet Archive) (PDF; 181 kB) 2004